# مملكة ألطافا
مملكة الطافا (بالإنجليزية: Kingdom of Altava)‏ كانت مملكة بربرية مستقلة تتمحور حول مدينة ألطافا في شمال الجزائر الحالية. كانت مملكة ألطافا هي الدولة التي خلفت المملكة المورية الرومانية السابقة التي كانت تسيطر على الكثير من أراضي موريطانيا القيصرية الرومانية القديمة. انهارت هذه المملكة بعد الحملات العسكرية الرومانية الشرقية والحد من نفوذها وقوتها بعد غزو غارمول لإكسرخسية أفريقيا.